# Емин
Емин (повереник, надзорник, управник, поуздан, поверљив) је био државни службеник Османског царства коме је била поверена управа, сакупљање, пописивање, чување и заштита одређених државних, тј. царских прихова и добара. Емини управљају радом ковница новца, рудника, царинарница, скела, разноврсних радњи, баве се снабдевањем и пописују поједине области Царства. 

## Функција
Емини су постављани бератима издаваним лично од стране султана. За своју службу примали су плату. Пошто су се бавили сакупљањем пореза и заштитом султанових интереса, сами емини нису могли бити закупци или уживаоци било каквог прихда. Емине су могли да постављају и закупци одређених државних прихода, да се старају о њиховим интересима, али је у тим случајевима, поред емина закупца, бивао постављан и царски емин који је, сам или са обласним кадијом, контролисао рад закупца. Емини су водили посебне дефтере. У престоници, титулу емина носило је неколико високих државних чиновника, који су руководили појединим службама, као што су управник барутане, арсенала, као и емин задужен за спровођење пописа Царства. Најзначајнији службеници са титулом емина били су: управник града, задужен за финансије и снабдевање двора, за одржавање палата, као и других грађевина у граду које су припадале султану, кухињски интендант  и интендант јечма, задужени искључиво за снабдевање царске кухиње и штала, као и управник ковнице новца. У турским исправама на српском језику, еминима су називани повереници дубровачке властеле.